# Nobby Stiles
Nobby Stiles, właśc. Norbert Peter Stiles (ur. 18 maja 1942 w Manchesterze, zm. 30 października 2020) – angielski piłkarz, który grał na pozycji pomocnika lub obrońcy, mistrz świata z roku 1966.
W latach 1960–1971 był piłkarzem Manchesteru United. W pierwszym zespole debiutował w październiku 1960 i w następnych latach w 311 ligowych meczach zdobył 17 bramek. W 1965 i 1967 zostawał mistrzem Anglii, a w 1968 wywalczył Puchar Europy. W MU pełnił funkcję zawodnika od czarnej roboty, pracującego na największe gwiazdy zespołu, Bobby’ego Charltona i George’a Besta. Na boisku imponował zawziętością i nieustępliwością. Słynął też z tego, że przed meczem zostawiał w szatni swoją sztuczną szczękę (w starciach na boisku stracił przednie zęby) i okulary. Grał w szkłach kontaktowych.
Od 1971, przez dwa sezony, był piłkarzem Middlesbrough. W 1973 odszedł do Preston North End, gdzie był grającym trenerem. Karierę zakończył w 1975.
W reprezentacji Anglii zagrał 28 razy i strzelił 1 bramkę. Debiutował w kwietniu 1965 w meczu ze Szkocją. Był ważną częścią zespołu mistrzów świata. W 1968 mógł świętować zdobycie brązowego medalu mistrzostw Europy. Znajdował się w kadrze na MŚ 70.
W latach 1977–1981 był trenerem Preston, następnie pracował w kanadyjskim Vancouver Whitecaps i był krótko szkoleniowcem West Bromwich Albion. Trenował również juniorskie zespoły MU.